# Antonio Rinaldi (architecte)
Pour les articles homonymes, voir Rinaldi.

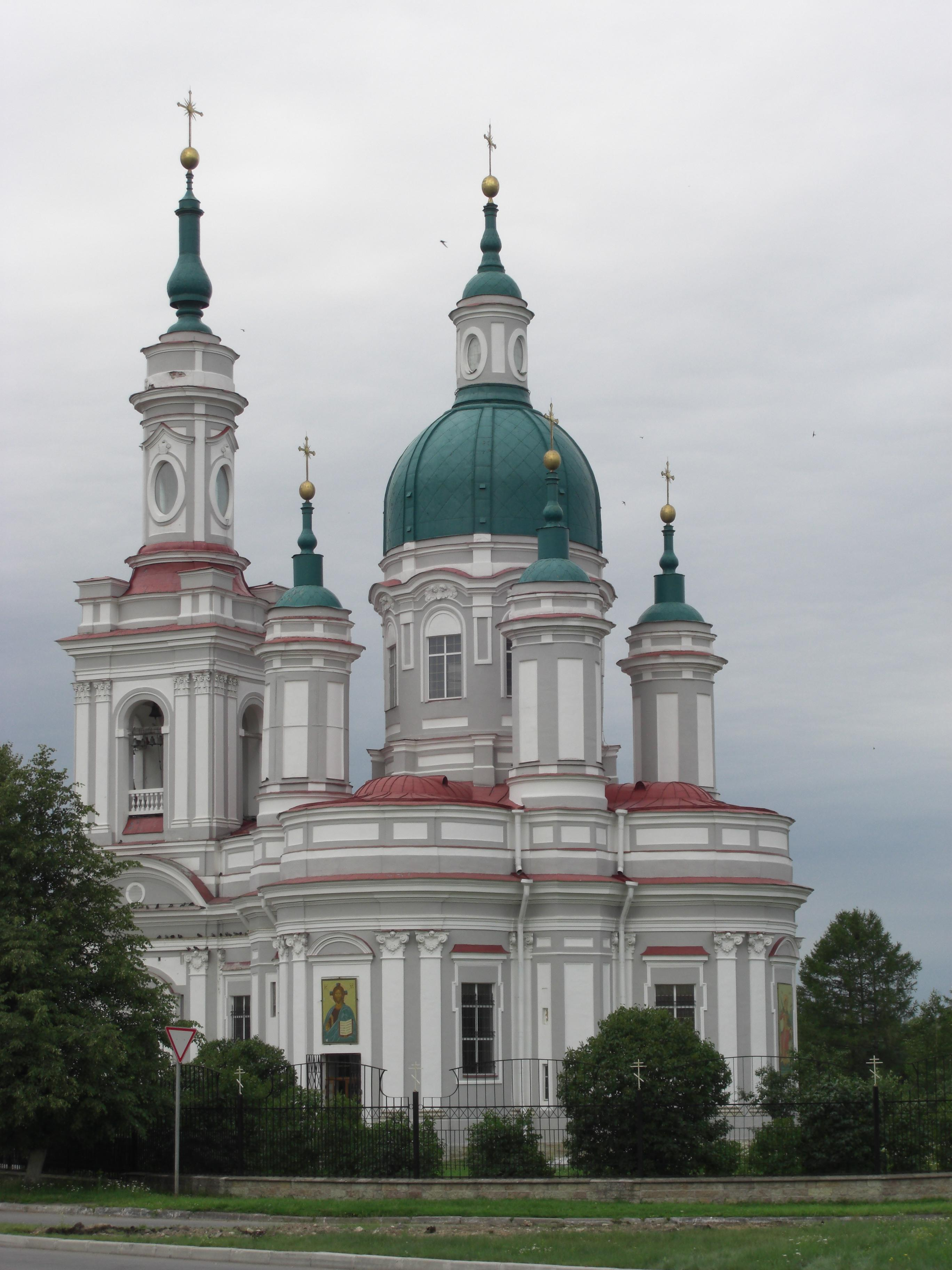
La cathédrale Sainte-Catherine de Yamburg (aujourd'hui Kinguissepp), près de Saint-Pétersbourg, construite par Antonio Rinaldi, de 1764 à 1782, dans un style baroque tardif

Antonio Rinaldi (né le 25 août 1710 - mort le 10 avril 1794 à Rome) est un architecte italien du XVIIIe siècle, élève de Luigi Vanvitelli, qui travailla essentiellement en Russie à partir de 1751. Il fut architecte de la Cour impériale de 1754 à 1784.

## Biographie
C'est à l'instigation du comte Cyrille Razoumovski (1728-1803), frère du comte Alexis Razoumovski, lui-même favori de l'impératrice Élisabeth, qu'Antonio Rinaldi, issu d'une famille noble du sud de l'Italie, vint en Russie pour décorer les résidences du comte. Il avait fait ses classes auprès de Luigi Vanvitelli et participé à la construction du palais de Caserte. C'est de cette époque que date la construction de la cathédrale de la Résurrection à Potchep, près de Briansk et de la cathédrale Sainte-Catherine de Jamburg (aujourd'hui Kinguissepp). Rinaldi adapta le style baroque italien aux exigences de l'église orthodoxe russe, avec ses dômes caractéristiques.
Il construisit le château Novoznamenka du comte Vorontsov et devint en 1754 architecte de la Cour.
Il fut l'architecte à Oranienbaum du palais de Pierre III (1758-1760), du palais chinois (1762-1768), de l'Opéra et du Pavillon de Glace (1762-1774).
À partir de 1770, il se mit au service du comte Orlov, favori de la Grande Catherine et évolua vers un style néo-classique. Il construisit le somptueux palais de Marbre au bord de la Néva, à Saint-Pétersbourg et l'immense palais de Gatchina qui devint la propriété de Paul Ier à la mort du comte Orlov. Il dessina aussi pour ce dernier les projets de la Porte Orlov, de l'obélisque de Kagoul dans le parc du palais Catherine, et de la colonne de Tchesmé à Tsarskoïe Selo. Il termina aussi la construction (commencée par Vallin de La Mothe) de l'église catholique Sainte-Catherine, sur la perspective Nevsky.
Les derniers travaux de Rinaldi sont caractérisés par un décor intérieur rococo et des façades dans le style néoclassique (dit en russe Empire ). Il dessina ainsi les plans de l'ancienne cathédrale Saint-Isaac, aujourd'hui démolie et remplacée par la cathédrale actuelle, construite par Montferrand, ainsi que ceux de la cathédrale Saint-Vladimir.
En 1783, il construisit le premier Théâtre Bolchoï Kamenny aujourd'hui démoli et qui abritait la troupe du Ballet impérial et la troupe de l'Opéra impérial. Il tomba du chantier et mit fin à son activité.
En 1784, Rinaldi démissionna de sa charge pour terminer ses jours en Italie à Rome, où il avait une pension de mille roubles par an.

## Œuvres
- Maison de plaisance à Oranienbaum
- Église Saint-Isaac de Saint-Pétersbourg (avant celle de Montferrand)
- Palais de Pierre III et palais chinois dans le parc du palais d'Oranienbaum
- Cathédrale Saint-Vladimir de Saint-Pétersbourg
- Palais de Marbre, Saint-Pétersbourg
- Palais de Gatchina
- Théâtre Bolchoï Kamenny (1783)